# Col des Bagenelles
Der Col des Bagenelles ist ein Bergpass auf der Höhe von 904 Metern in den französischen Vogesen.

## Lage

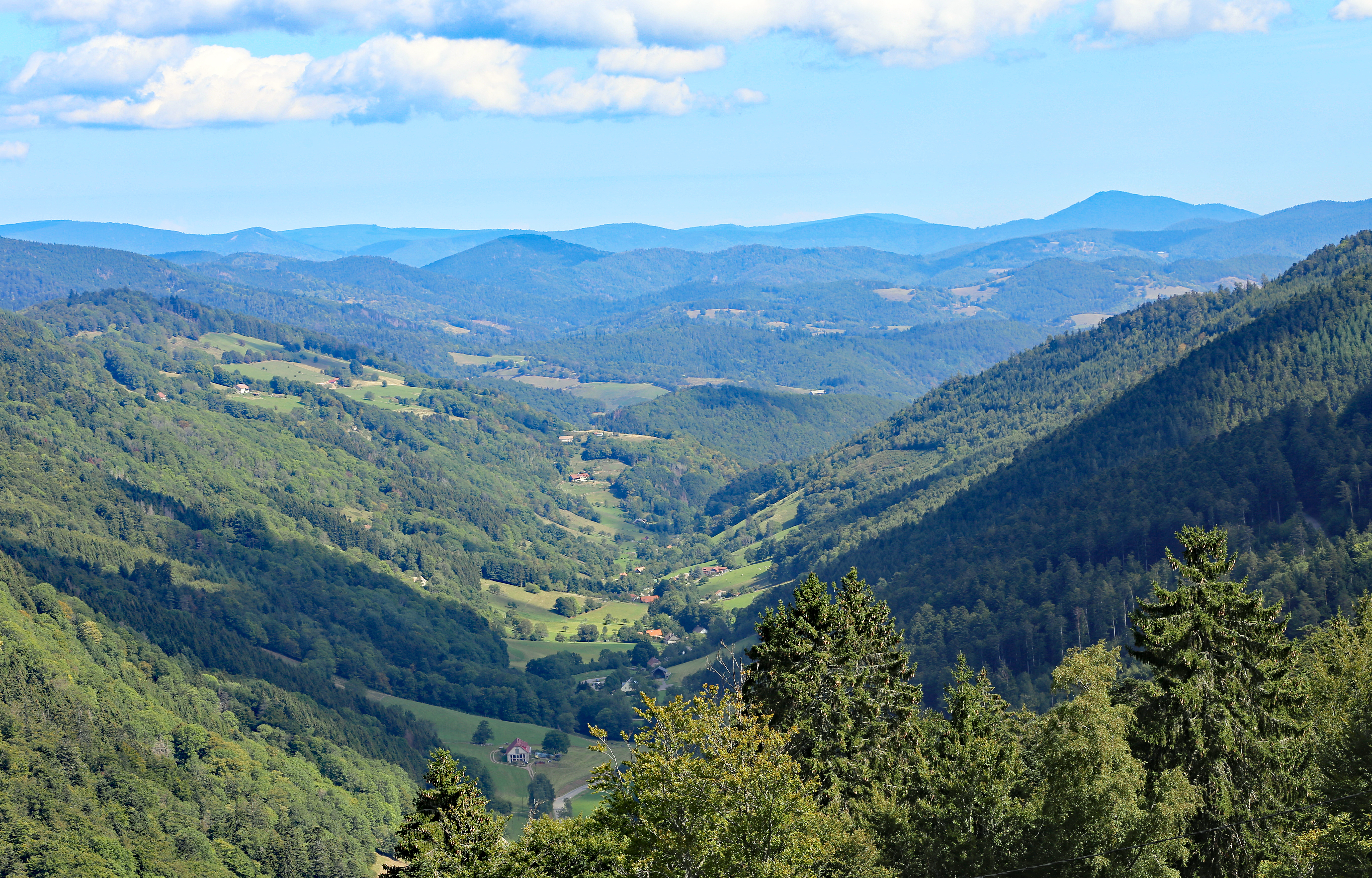
Blick vom Col des Bagenelles auf das obere Lièpvrette-Tal.

Der Col des Bagenelles liegt auf 904 m Höhe. Vom Pass aus genießt man einen malerischen Ausblick auf die beiden Täler Lièpvrette und Béhine. In der Nähe des Passes befindet sich der Grand Brézouard (1229 m), ein Gipfel zwischen Les Bagenelles, Le Bonhomme, Sainte-Marie-aux-Mines und Aubure.
Der Pass ist von Sainte-Marie-aux-Mines aus in zehn Minuten mit dem Auto über die D 48 zu erreichen, die durch den Weiler Échéry führt. Sie führt wieder hinunter nach Le Bonhomme, das 5 km unterhalb des Berges liegt. Eine Nebenstraße, die D 148, ermöglicht es, über den Col du Pré de Raves auf 1009 m Höhe auf die Route des Crêtes zu gelangen.

## Tourismus

### Wintersport
Es gibt 46 km Langlaufloipen und vier Schneeschuhrouten. Es gibt auch ein kleines alpines Skigebiet in der Nähe der Ferme Auberge de la Graine Johé mit drei Abfahrtspisten (eine grüne, eine blaue und eine rote), die auf dem Gipfel des tête des Chats enden, und zwei Skiliften.

### Museum
Tellure ist ein Museum und ein Bergbaupark, der die Minen von Sainte-Marie-aux-Mines und des Val d’Argent hervorhebt. Es ist auch ein Partner der jährlichen Veranstaltung Mineral & Gem – Sainte-Marie-aux-Mines. Die Silbermine Tellure ist der größte unterirdische Hohlraum in den Vogesen und ermöglicht die Entdeckung der Mine Saint-Jean-Engelsbourg, die seit dem 16. Jahrhundert betrieben wird.

## Tour de France
Der Col des Bagenelles wurde bisher einmal im Rahmen der Tour de France befahren, und zwar 1992 im Rahmen der 11. Etappe von Straßburg nach Mülhausen. Erster über den Pass war Rolf Gölz.